# Rebekka Kadijk
Rebekka de Kogel-Kadijk (* 16. Juni 1979 in Werkendam als Rebekka Kadijk) ist eine niederländische Beachvolleyballspielerin. Mit verschiedenen Partnerinnen wurde sie viermal Vizeeuropameisterin und nahm dreimal an Olympischen Spielen teil. In den ersten Jahren ihrer sportlichen Karriere war sie auch im Volleyball aktiv.

## Karriere
Kadijk begann ihre Volleyballkarriere 1992 in der Halle. Nach einem Jahr in ihrem Heimatverein Foranto Werkendam wechselte sie zum Erstligisten Sliedrecht Sport. 1995 wurde sie in die niederländische Jugendnationalmannschaft berufen. Zwei Jahre später wechselte sie nach Belgien, wo sie eine Saison lang für Cornix Schelle spielte. 2000/01 war sie bei AMVJ Amstelveen aktiv.
1997 hatte sie ihren ersten internationalen Auftritt als Beachvolleyballerin mit Debora Schoon-Kadijk bei den Marseille Open. Wenig später erreichten die Schwestern, die von 1997 bis 2000 alle niederländischen Meistertitel gewannen, bei der Weltmeisterschaft in Los Angeles den neunten Rang. Im folgenden Jahr unterlagen sie bei der Europameisterschaft in Rhodos erst im Finale gegen das tschechische Duo Celbová/Nováková. 1999 belegten sie bei der Weltmeisterschaft in Marseille und der Europameisterschaft in Palma die Ränge neun und fünf. Beim nächsten kontinentale Turnier in Getxo gewannen sie die Bronzemedaille. Im olympischen Turnier 2000 kamen die Kadijk-Schwestern hingegen nicht über den 19. Platz hinaus. Anschließend trennten sich ihre Wege.
Mit ihrer neuen Partnerin Marrit Leenstra kam Rebekka Kadijk bei der Weltmeisterschaft in Klagenfurt auf den 17. Rang. Ein Jahr später wurde sie in Basel nach einer Final-Niederlage gegen die Italienerinnen Gattelli/Perrotta zum zweiten Mal Vizeeuropameisterin. Auf nationaler Ebene setzte Kadijk ihre Siegesserie mit Leenstra fort. 2003 gelang dem Duo in Lianyungang der erste Gesamtsieg bei einem Open-Turnier und bei der Europameisterschaft verpassten sie als Vierte nur knapp die Medaillenränge, während es im Weltmeisterschaft erneut einen 17. Platz gab. 2004 in Athen nahm Kadijk zum zweiten Mal am olympischen Turnier teil und belegte Rang 19.
Im Jahr 2005 gab es für Kadijk mit ihrer dritten Partnerin Merel Mooren weitere Erfolge. Bei der Weltmeisterschaft in Berlin wurde sie Siebte und zwei Monate später erreichte sie das Endspiel der Europameisterschaft in Moskau, das die Griechinnen Arvaniti/Karadassiou gewannen. Im folgenden Jahr standen Kadijk/Mooren erneut im Finale der Europameisterschaft und unterlagen vor heimischem Publikum in Den Haag dem russischen Duo Schirjajewa/Urjadowa. Nach dem 37. Platz bei der Weltmeisterschaft 2007 wurden sie bei den kontinentalen Turnieren 2007 und 2008 jeweils Neunte. Die dritte Olympiateilnahme endete für Kadijk 2008 in Peking auf Rang 19. Danach beendete sie vorerst ihre sportliche Laufbahn. Für zwei Jahre konzentrierte sich die Wirtschaftsstudentin auf Tätigkeiten als Beraterin.
2010 gab sie mit ihrer Partnerin Merel Mooren in Den Haag ihr Comeback im Beachvolleyball. Bei der WM 2011 in Rom erreichten als Kadijk/Mooren als Gruppendritte die erste KO-Runde, in der sie sich im nationalen Duell gegen Sanne Keizer und Marleen van Iersel geschlagen geben mussten. Nach dem 13. Platz bei den Den Haag Open 2011 trennte sich das Duo erneut. 2013 bildete Kadijk ein neues Duo mit Laura Bloem. Bloem/Kadijk konnten national einige Top-3-Platzierungen erzielen. Bei der WM 2013 in Stare Jabłonki erreichten Bloem/Kadijk die Hauptrunde, wo sie gegen die topgesetzten Polinnen Kołosińska/Brzostek ausschieden.